# Ferraria glutinosa
Ferraria glutinosa är en irisväxtart som först beskrevs av John Gilbert Baker, och fick sitt nu gällande namn av Alfred Barton Rendle. Ferraria glutinosa ingår i släktet Ferraria och familjen irisväxter. Inga underarter finns listade i Catalogue of Life.